# Piotr Węcowski
Piotr Jan Węcowski (ur. 20 lipca 1972 w Warszawie) – polski historyk, mediewista. 

## Życiorys
Studia historyczne ukończył w 1997 roku. Stopień naukowy doktora uzyskał na Uniwersytecie Warszawskim w 2004 roku na podstawie pracy pod tytułem Propaganda i legitymizacja władzy Kazimierza Jagiellończyka na Mazowszu napisanej pod kierunkiem profesor Marii Koczerskiej. Habilitował  się w 2015 na podstawie pracy Początki Polski w pamięci historycznej późnego średniowiecza. Pracownik Zakładu Nauk Pomocniczych i Metodologii Historii Instytutu Historycznego Uniwersytetu Warszawskiego. Sekretarz Rady Naukowej Instytutu Historycznego UW (1999–2002). Sekretarz Dyrekcji IH UW ds. dydaktycznych (2005–2007). Członek Rady Naukowej IH UW (1999–2004, 2007–). Od 2009 członek redakcji czasopisma „Studia Źródłoznawcze”, od 2020 współredaktor tego pisma (razem z Andrzejem Rachubą). Członek „Kolegium Wydawców” serii „Itineraria Jagiellonów” (t. 1 – Warszawa 2014), pomysłodawca oraz członek Komitetu redakcyjnego serii „Klasycy Historiografii Warszawskiej”. Pełnił funkcję Zastępcy Dyrektora Instytutu Historycznego UW, ds. studenckich (2016-2018). Od 2022 członek Prezydium Towarzystwa Miłośników Historii.
Jego bratem jest historyk starożytności Marek Węcowski.

## Wybrane publikacje
- Działalność publiczna możnowładztwa małopolskiego w późnym średniowieczu: itineraria kasztelanów i wojewodów krakowskich w czasach panowania Władysława Jagiełły (1386–1434), Warszawa: „DiG” 1998.
- (redakcja) Bibliografia źródeł drukowanych do dziejów Polski późnośredniowiecznej (1386–1506). Cz. 1, pod. red. Piotra Węcowskiego, Warszawa: Wydawnictwo DiG 1999.
- (redakcja) Benedykt Zientara (15 VI 1928–11 V 1983): dorobek i miejsce w historiografii polskiej, pod red. Krzysztofa Skwierczyńskiego i Piotra Węcowskiego, Warszawa: „DiG” 2001.
- Mazowsze w Koronie. Propaganda i legitymizacja władzy Kazimierza Jagiellończyka na Mazowszu, Kraków 2004.
- (redakcja) Marceli Handelsman, Historyka, oprac. Piotr Węcowski, Warszawa: Instytut Historyczny Uniwersytetu Warszawskiego – Wydawnictwo Neriton 2010.
- Początki Polski w pamięci historycznej późnego średniowiecza, Kraków: Towarzystwo Naukowe Societas Vistulana 2014.
- (redakcja) Memoria et damnatio memoriae ve středovĕku, red. M. Nodl, P. Węcowski, Praha 2014. Colloquia mediaevalia Pragensia, 15.
- (redakcja) Ecclesia-regnum-fontes. Studia z dziejów średniowiecza, Warszawa 2014.
- (redakcja) Aleksander Gieysztor. Człowiek i dzieło, red. Maria Koczerska, Piotr Węcowski, Warszawa: Wydawnictwa Uniwersytetu Warszawskiego 2016.